# Бабаруд (Урмія)
Бабаруд (перс. بابارود) — село в Ірані, входить до складу дехестану Торкаман у Центральному бахші шахрестану Урмія провінції Західний Азербайджан.